# Protodulia
La protodulia (o somma dulia, o prima dulia) è un culto dedicato dal Cristianesimo a San Giuseppe, padre putativo di Gesù e patrono della Chiesa cattolica.
In grado inferiore alla venerazione riservata a san Giuseppe, la protodulia è riferita anche a san Giovanni Battista, definito da Gesù come il più grande tra i nati di donna.

## Douleiaelatreia
Il richiamo a distinguere culto di Dio da un culto improprio dei Santi è presente in Atti 14:14-15, Apocalisse 19:9-10, 22:6-7 e Lc 4:7-8. Negli ultimi tre passi il divieto di adorazione spuria è collegato al divieto di prostrarsi.
Col termine latino dulia (greco douleia; it. venerazione) si indica la generica preghiera e devozione ai Santi (angeli e creature umane, cfr. Romani 8:21); invece, la parola latina latria (gr. latreia; it. adorazione) indicava in diversi passi del Nuovo Testamento la preghiera e devozione al Dio Uno e Trino (Giovanni 16,12; Romani 12,1), anche nell'Eucaristia.
Un altro passo importante, dove questo termine è usato distintamente, si trova nella risposta alle tentazioni di Satana (Matteo 4,9-11): Κύριον τὸv θεόν σου προσκυνήσεις καὶ αὐτῷ μόνῳ λατρεύσεις (Kurion ton theon sou proskynēseis kai autō monō latreuseis), dove appunto il verbo derivato di latreia è usato in riferimento alla divinità.
I due termini greci "douleia" e "latreia" sono usati ben distintamente, da una pluralità di autori, già a partire dal Nuovo Testamento. In questo uso così attento delle parole, resta la ferma convinzione che è Dio il primo soggetto di culto, quale fonte di miracolo e santità. Quindi: i Santi si venerano, Dio si adora.
Per il credo cattolico, il culto dei santi non costituisce affatto forma di idolatria, vale a dire la sostituzione con altre creature della devozione e preghiera dovuti a Dio: la distinzione di due verbi ("adorare" e "venerare") per indicare rispettivamente la preghiera e devozione a Dio e agli altri Santi, serve anche a marcare e ricordare la diversa priorità: prima di tutto il culto di Dio, cui segue la venerazione dei Santi, con il loro ulteriore ordine interno suggerito dalla tradizione (iperdulia, protodulia, ecc).
A tutto ciò si aggiunge la consapevolezza che tutti i Santi partecipano pienamente e perfettamente del vivere di Dio, perché sono il Corpo Mistico del Cristo risorto.

### Iperdulia e protodulia
A Maria, madre di Gesù Cristo, è riservata la primaria venerazione (detta iperdulia), in quanto unica creatura umana nata senza peccato originale (dogma dell'Immacolata Concezione),  e poi vissuta sempre senza peccato alcuno.
La parola protodulia è riservata soltanto per la preghiera e devozione a San Giuseppe. La venerazione di San Giuseppe è seconda solo a Maria per potere di intercessione, e precede qualsiasi altro essere umano, e gli angeli di qualsiasi gerarchia: per ottenere una grazia da Dio, e l'esorcismo contro i demoni.
Il suo ruolo primario nella teologia cattolica è dovuto alla fedeltà e castità nel matrimonio con Maria, preservata in purezza e senza peccato, e interamente consacrato al compito che Dio stesso affidò loro con l'Annunciazione e con l'Incarnazione; alla umiltà e purezza di cuore, di anima e di opere.
Giuseppe è il Santo Protettore della Chiesa Cattolica, il santo patrono della purezza e della famiglia, patrono della morte (naturale) in quanto protettore di una buona e santa morte, non intesa come eutanasia. È anche venerato quale primo intercessore per il dono divino della castità, e della temperanza rispetto alle tentazioni dei sensi.
La devozione a San Giuseppe ricevette impulso sotto il pontificato di papa Pio IX. Alla Sua invocazione sono dedicate le litanie di San Giuseppe, approvate nel 1597, alcune preghiere nell'officio dell'Unzione agli Infermi, e dell'Estrema Unzione. L'intero mese di marzo è dedicato alla Sua invocazione.
La tradizione cristiana attribuisce particolare importanza a tale venerazione, dato l'esemplare legame tra Giuseppe ed il figlio putativo Gesù nella Sacra Famiglia, e il ruolo decisivo riservato al padre dalla società patriarcale ebraica per la crescita ed educazione della prole.

## Nella Scolastica
Tommaso d'Aquino, santo e Dottore della Chiesa, sviluppò il tema della devozione a san Giuseppe:
- per il suo potere di intercessione presso Gesù Cristo, Figlio di Dio e della Sacra Famiglia, fuori dell'ordinario quanto ad efficacia e ad universalità,
- per il suo patrocinio e la sua mediazione verso la Chiesa (titolo riconosciuto secoli dopo da papa Pio IX), a favore delle famiglie cristiane, dei lavoratori, dei moribondi e di coloro che aspirano alla perfezione[12].

Differenziandosi da tutti i santi, <<san Giuseppe entra nell'ordine della unione ipostatica>>, meritando un culto proporzionato in onore al grado preminente della sua paternità, dignità e santità.

Anche per la devozione mariana, furono riservate parole simili da padre Massimiliano Kolbe e da Leonardo Boff, teologo della "Liberazione": Maria come parte dell'ordine dell'unione ipostatica fra la madre di Gesù Cristo, e lo Spirito Santo Dio, che la ricolma della grazia e dei doni divini, pur restando ella così come Giuseppe nella sola natura umana, quella nativa del ritratto più fedele del Verbo fattoSi carne mai concesso al genere umano, senza poter essere né Dio né un "secondo Dio".

Nel XIX secolo, la teologia cattolica riprese il concetto di protodulia per indicare un culto che per importanza segue quello di Maria e precede tutti gli altri santi, tenendoli nelle giusto e debito ordine di "distanze" fra loro, in qualche modo differente dagli altri santi dal punto di vista della sostanza

## Nei mistici
Santa Teresa d'Avila, religiosa e mistica spagnola, scrive nella sua autobiografia:
(S. Teresa d'Avila, Libro della Vita, cap 6, 5-8)

## EnciclicaQuamquam pluries
Riguardo alla devozione a san Giuseppe, papa Leone XIII pubblicò l'enciclica Quamquam pluries, pubblicata in occasione della solennità dell'Assunzione di Maria del 15 agosto 1889.

Pur non utilizzando i termini "protodulia" e "iperdulia", il testo afferma:
(Cit. dall'esortazione apostolica Redemptoris custos', 15 agosto 1989)
(Papa Leone XIII, Lettera enciclica Quamquam Pluries sulla devozione a san Giuseppe, 15 agosto 1889)
Secondo il dogma della maternità divina, Maria è gloriosa presenza nell'unione ipostatica. Per tramite della sua mediazione, partecipa a questa divina sostanza anche Giuseppe, per volontà di Dio divenuto suo sposo ed una sola carne con lei, per effetto del sacramento matrimoniale.

Giuseppe è l'unica creatura umana, oltre a Maria, alla quale fu dovuta obbedienza e onore da parte del Verbo di Dio, che è Gesù Cristo.
In modo analogo, l'Orazione a San Giuseppe sembra ripetere lo stesso ordine di dignità, a partire dalla frase introduttiva: "A te, o beato Giuseppe, stretti dalla tribolazione ricorriamo, e fiduciosi invochiamo il tuo patrocinio dopo quello della tua Santissima Sposa."

Giuseppe è detto "beato", ed invocato dopo la sua "Santissima"  sposa.

## Nel Concilio Vaticano II
La costituzione apostolica Lumen gentium  afferma che la Chiesa ha sempre riservato alla Beata Vergine Maria un culto speciale al di sotto di quello del Figlio e al di sopra di quello tributato a tutti gli angeli e santi (n. 66).
San Giuseppe è nominato una sola volta, in riferimento all'ordine di priorità di invocazione dei santi presente nel Messale romano:
(Lumen Gentium, n. 50)